# Xe cũ

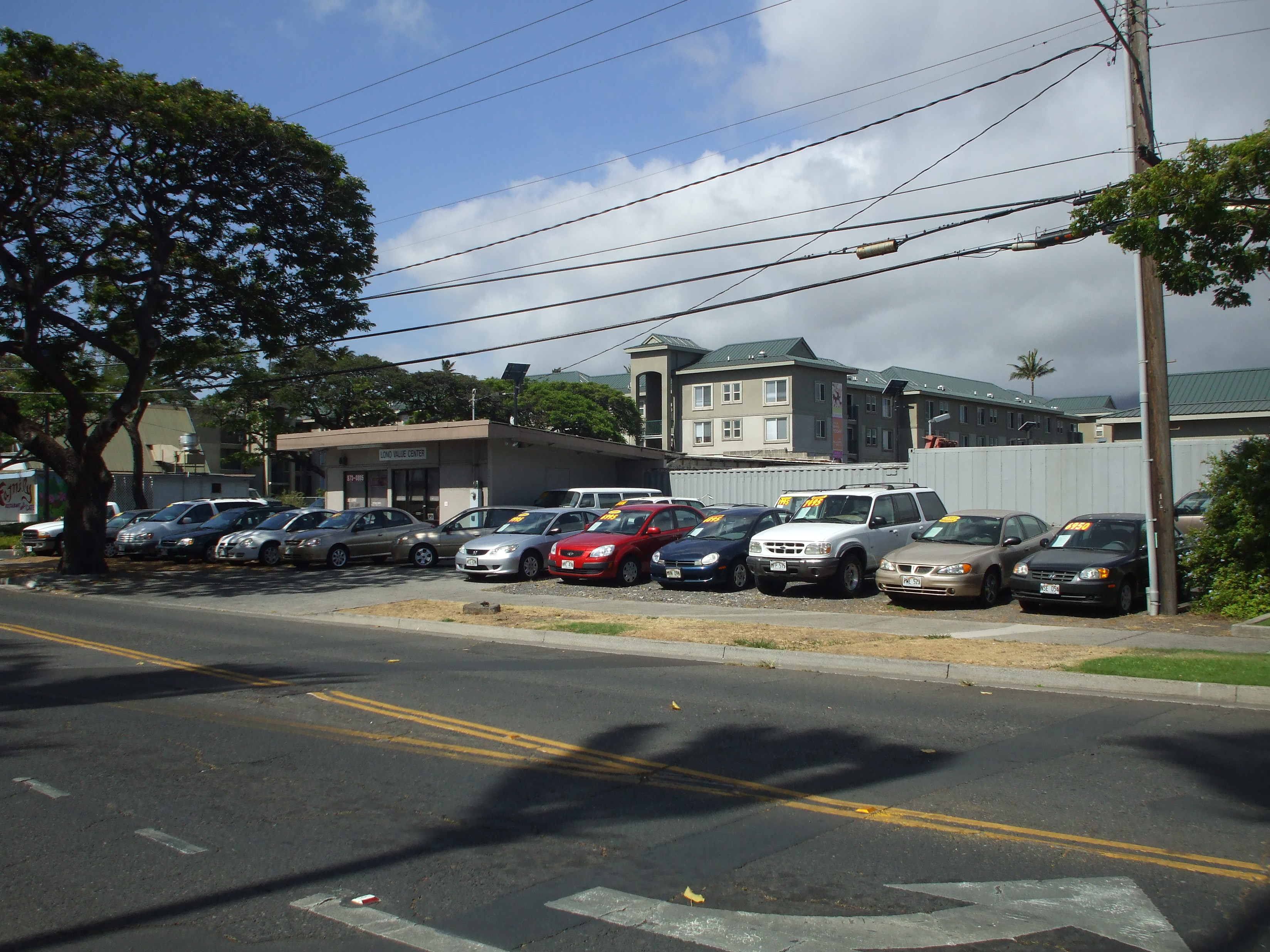
Xe nhỏ đã qua sử dụng ở Mỹ.

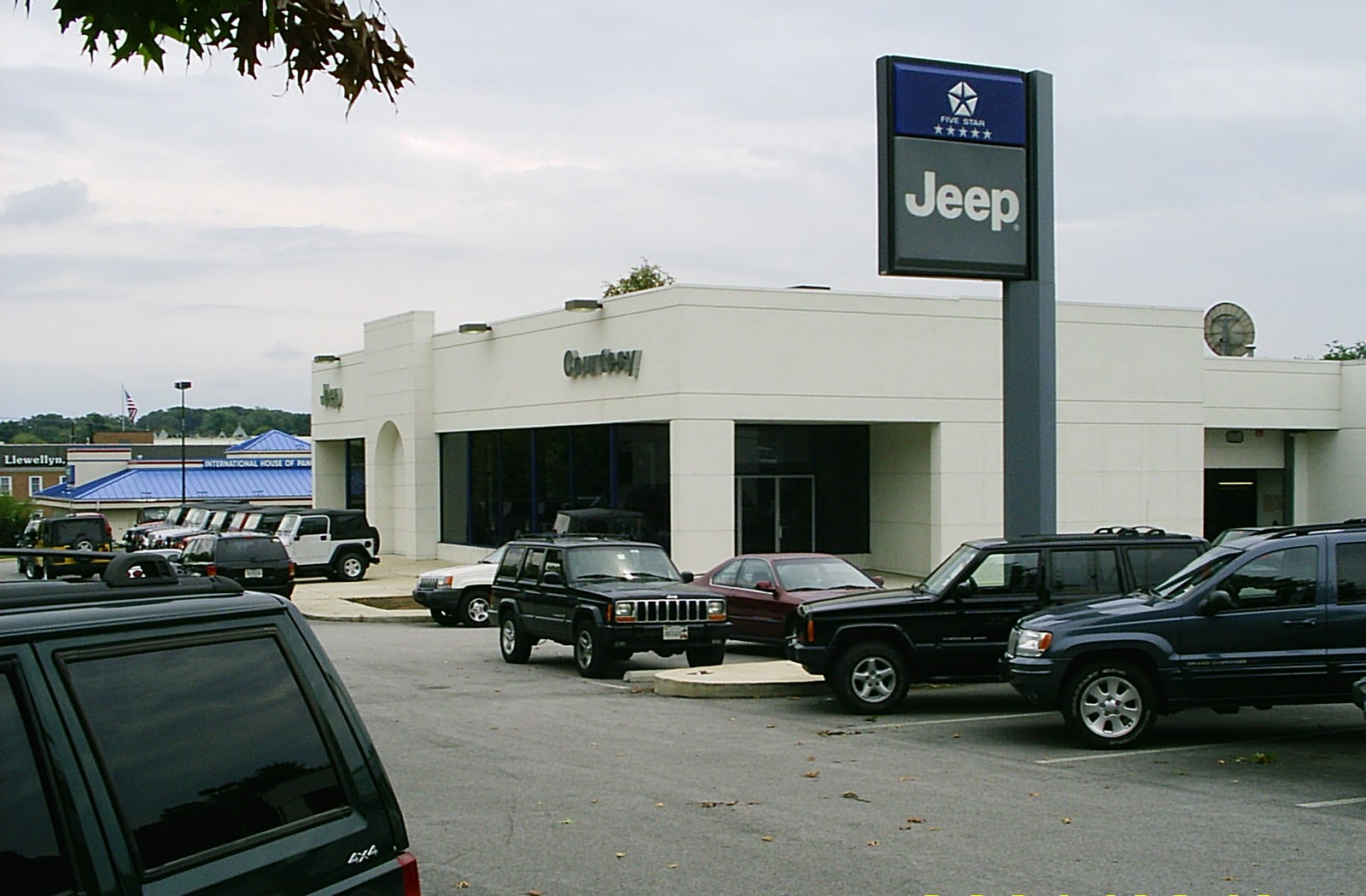
Đại lý xe mới thường bán xe đã qua sử dụng bên ngoài showroom.

Một chiếc xe cũ, một chiếc xe đã qua sử dụng hoặc một chiếc xe đã có người sở hữu trước đó, là một chiếc xe trước đây đã có một hoặc nhiều chủ sở hữu thông qua bán lẻ. Ô tô đã qua sử dụng được bán thông qua nhiều cửa hàng, bao gồm nhượng quyền thương mại và đại lý xe hơi độc lập, công ty cho thuê xe, đại lý mua tại đây trả tiền tại đây, văn phòng cho thuê, đấu giá và bán hàng tư nhân. Một số nhà bán lẻ xe hơi cung cấp "giá không mặc cả", "xe cũ đã được chứng nhận" và các gói dịch vụ hoặc bảo hành mở rộng.

## Ngành công nghiệp ô tô đã qua sử dụng
Với doanh thu hàng năm trên 350 tỷ USD, ngành công nghiệp xe sử dụng đại diện cho gần một nửa thị trường bán lẻ ô tô Mỹ và là phân khúc bán lẻ lớn nhất của nền kinh tế. Trong năm 2016, khoảng 17,6 triệu xe ô tô và xe tải đã qua sử dụng đã được bán tại Hoa Kỳ, tăng nhẹ so với 17,5 triệu xe đã qua sử dụng được bán trong năm 2015.

### Lịch sử
Vào năm 1898, Công ty Empire State Motor Wagon ở Catskill, New York là một trong những lô xe đã qua sử dụng đầu tiên của Mỹ.
Thị trường xe đã qua sử dụng lớn hơn đáng kể so với các lĩnh vực bán lẻ lớn khác, chẳng hạn như thị trường sản phẩm văn phòng và trường học (206 tỷ đô la Mỹ doanh thu hàng năm ước tính) và thị trường cải thiện nhà (doanh thu ước tính hàng năm là 291 tỷ USD).
Tính đến năm 2016, 38,5 triệu xe đã qua sử dụng đã được bán ra.